# Изерния (провинция)
Изерния (на италиански: Provincia di Isernia) е провинция в Италия, в региона Молизе.
Площта ѝ е 1529 км², а населението – около 90 000 души (2007). Провинцията включва 52 общини, административен център е град Изерния.

## Административно деление
Провинцията се състои от 52 общини:
- Изерния
- Акуавива д'Изерния
- Аньоне
- Баньоли дел Триньо
- Белмонте дел Санио
- Вастоджирарди
- Венафро
- Канталупо нел Санио
- Капракота
- Каровили
- Карпиноне
- Кастел дел Джудиче
- Кастел Сан Винченцо
- Кастелверино
- Кастелпетрозо
- Кастелпицуто
- Киаучи
- Коли а Волтурно
- Конка Казале
- Лонгано
- Макия д'Изерния
- Макиагодена
- Миранда
- Монтакуила
- Монтенеро Вал Кокиара
- Монтеродуни
- Песке
- Песколанчано
- Пескопенатаро
- Петоранело дел Молизе
- Пиетрабонданте
- Пицоне
- Поджо Санита
- Поцили
- Рионеро Санитико
- Роказикура
- Рокамандолфи
- Рокета а Волтурно
- Сан Пиетро Авелана
- Сант'Агапито
- Сант'Анджело дел Песко
- Сант'Елена Санита
- Санта Мария дел Молизе
- Сесано дел Молизе
- Сесто Кампано
- Скаполи
- Филиняно
- Форли дел Санио
- Форнели
- Фрозолоне
- Черо ал Волтурно
- Чивитанова дел Санио